# CCDC172
CCDC172 (англ. Coiled-coil domain containing 172) – білок, який кодується однойменним геном, розташованим у людей на 10-й хромосомі. Довжина поліпептидного ланцюга білка становить 258 амінокислот, а молекулярна маса — 31 035.
| 10         |  | 20         |  | 30         |  | 40         |  | 50         |
| ---------- |  | ---------- |  | ---------- |  | ---------- |  | ---------- |
| MSLESLFQHI |  | IFTEHQAEES |  | RRLMREVRSE |  | ITRCREKIKK |  | ATEELNEEKI |
| KLESKVQQFF |  | EKSFFLQLLK |  | AHENALEKQY |  | SEITNHRNML |  | LQTFEAIKKQ |
| MIEEEDKFIK |  | EITDFNNDYE |  | ITKKRELLMK |  | ENVKIEISDL |  | ENQANMLKSE |
| MKSMEHDSSQ |  | LNELQKQKSE |  | LIQELFTLQR |  | KLKVFEDEEN |  | ESICTTKYLE |
| AEKIKISEKP |  | QNDTECLRLK |  | KELELYKEDD |  | MESVYEALQT |  | EIEFLELTLA |
| QKDLQESK   |  |            |  |            |  |            |  |            |

A: Аланін

C: Цистеїн

D: Аспарагінова кислота

E: Глутамінова кислота

F: Фенілаланін

H: Гістидин

I: Ізолейцин

K: Лізин

L: Лейцин

M: Метіонін

N: Аспарагін

P: Пролін

Q: Глутамін

R: Аргінін

S: Серин

T: Треонін

V: Валін

Локалізований у цитоплазмі, клітинних відростках.